# Monti Merrick
I monti Merrick sono una catena montuosa situata nella Terra di Palmer, in Antartide, e in particolare nell'entroterra della costa di Zumberge. Estesa per circa 15 km in direzione nord-sud, questa catena è situata poco a nord dei monti Behrendt, pochi chilometri a sud dei nunatak Sky-Hi e poco meno di 40 km a ovest dei monti Sweeney, e raggiunge una quota massima di 1542 m s.l.m. in corrispondenza della vetta del monte Becker.

## Storia
I monti Merrick sono stati scoperti e fotografati per la prima volta durante una ricognizione aerea svolta nel corso della spedizione antartica comandata da Finn Rønne e condotta tra il 1947 e il 1948. Essi sono poi stati così battezzati dal comitato consultivo dei nomi antartici in onore di Conrad G. Merrick, un topografo dello United States Geological Survey che prese parte alla spedizione che attraversò la Penisola Antartica nell'estate del 1961-62, e che passò anche poco a nord delle montagne che da lui presero il nome.